# Polvaro
I Polvaro furono una famiglia patrizia veneziana e annoverata fra le cosiddette Case fatte per soldo.

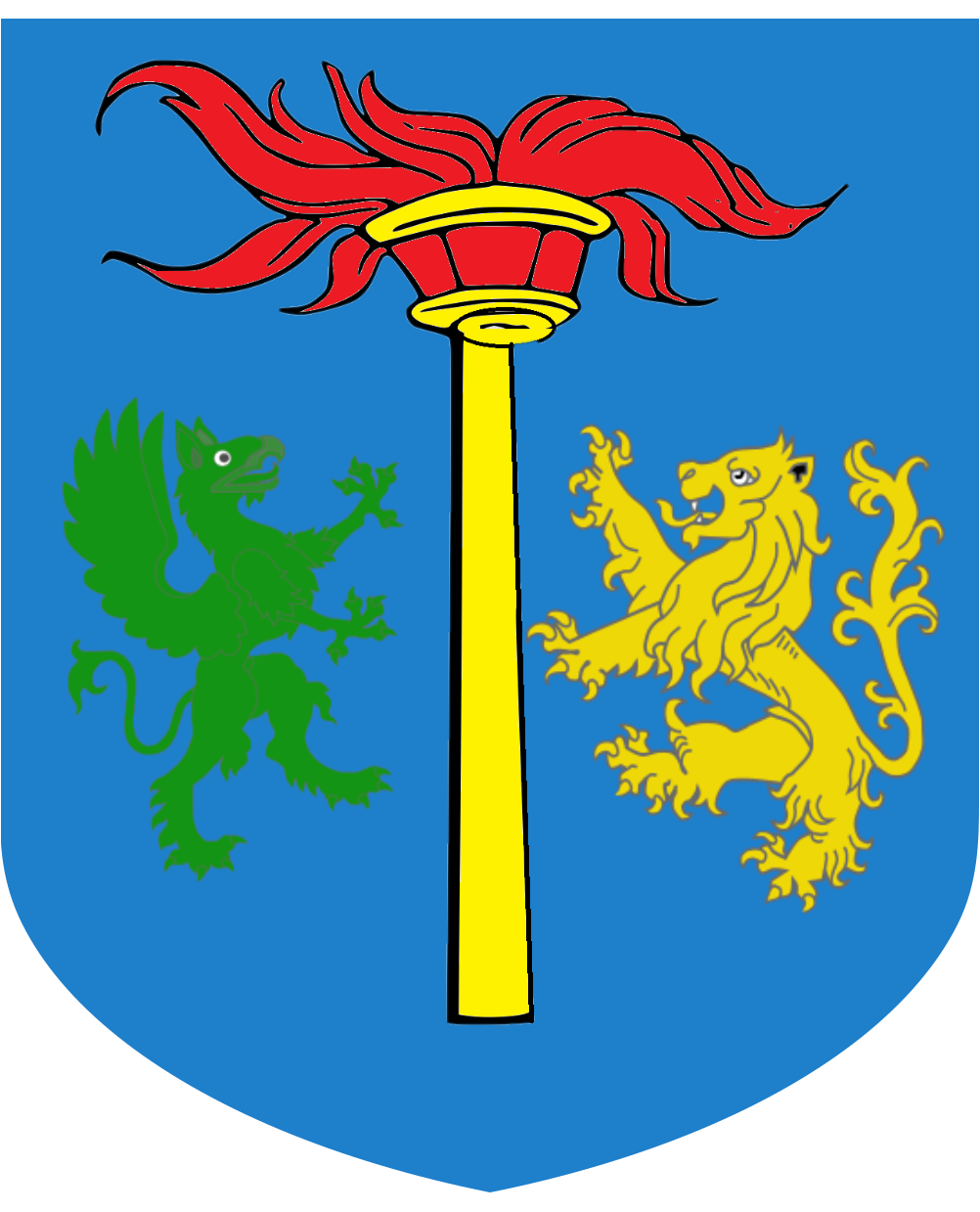
Stemma Polvaro

## Storia
I Polvaro furono un'antica famiglia originaria di Lugano.
Trasferitisi a Venezia in epoca assai antica, vi esercitarono fruttuosamente l'attività mercantile: Domenico Polvaro, figlio di Giuseppe e Paolina Civran, a metà del secolo XVII, possedeva in città una merceria di panni di seta «delli tre falconi d'oro», al cui negozio, tuttavia, non attendeva personalmente.
Nel 1662, nelle urgenze della guerra di Candia, detto Domenico versò alle casse dello Stato centomila ducati, facendo richiesta di essere aggregato al corpo patrizio cittadino: il giorno 23 luglio, il Senato e il Maggior Consiglio sanzionarono l'ammissione di questa casa al rango nobiliare con due differenti votazioni (rispettivamente, la prima conclusasi con 137 sì, 47 no, 10 astenuti; la seconda con 470 sì, 117 no, 217 astenuti).
I Polvaro si estinsero ai primi del Settecento (forse tra il 1709 e il 1712), alla morte di quello stesso Domenico. La famiglia di Lugano esiste tuttora con leggera modifica del nome in Polar.. Gli ultimi che portano questo cognome Sono Giovanni Polar e Marialuisa Polar. Dopo di loro la famiglia si estinguerà per mancanza di eredi che portano questo cognome.
Un ramo della famiglia si stabilì a Lecco in località Pescarenico con modifica del cognome in Polvara. La famiglia ebbe privilegio, con altra famiglia, di pesca nella gueglia da Pescarenico fino a Olginate dall'Arcivescovo di Milano. Atto Vallotta 1684. In cambio la famiglia forniva pesce alle necessità dell'episcopio. 
Componendi della Famiglia Polvara si unirono in matrimonio con i De Domo famiglia di imprenditori Lecchesi e con i nobili Bonanomi  nel 1734. Risulta essere uno dei cognomi propri del territorio Lecchese. Dalla stessa ebbe natali Mons. Giuseppe Polvara, fondatore della scuola "Beato Angelico" in Milano.